# Quena (província)
Quena (em árabe: محافظة قنا‎; romaniz.: Muḥāfāzah Qinā) é uma província (moafaza) do Egito sediada em Tanta. Possui 8 980 quilômetros quadrados e segundo censo de 2018, havia 3 264 263 habitantes.